# 龙葵 (植物)
龍葵（学名：Solanum nigrum），又稱黑珠仔菜、烏甜仔菜、烏籽菜、天茄子、天星星(东北)、烟李、烟李子（临沂）、牛酸漿、烏甜菜、大頭根（阿美族語：Tatokem）、Wasiq（泰雅語）、samechi(排灣族語），是茄科茄属植物，因果實成熟時烏黑如龍的眼珠而得名。
外型與光果龍葵非常相似。

## 形态
一年生草本植物，全草高30-120厘米；茎直立，多分枝；卵形或長橢圓型叶子互生，近全緣；夏季开白色小花，4－10朵成聚伞花序；球形浆果，成熟后为黑紫色。浆果和叶子均可食用，但未熟果及嫩叶子含有大量龍葵鹼；龍葵鹼經久煮仍具毒性，傳統食用上必須藉由多次換水減毒。

## 分布
广泛分布于欧亚大陆，荒地普遍野生，现亦已移植到美洲和澳大利亚。

## 异名
龙葵一名始见于《药性论》，异名有苦菜（《唐本草》）、苦葵、老鸦眼睛草、天茄子（《本草图经》）、天茄苗儿（《救荒本草》）、水茄、天泡草、老鸦酸浆草（《本草纲目》）、天泡果（《植物名实图考》）等。

## 药用
龙葵全草及根、种子可入药。

### 药理
龙葵提取物有抗炎作用。

### 性味
- 《唐本草》：味苦，寒，无毒。
- 《本草纲目》：苦微甘，滑，寒，无毒。

### 功用主治
清热解毒，活血消肿。主治疔疮、痈肿、跌打损伤等。现代有应用于癌症者。

## 延伸阅读
[在维基数据编辑]
 《欽定古今圖書集成·博物彙編·草木典·龍葵部》，出自陈梦雷《古今圖書集成》
 《植物名實圖考·龍葵》，出自吳其濬《植物名實圖考》